# Let the Music Play (nummer van Barry White)
"Let the Music Play" is een nummer van de Amerikaanse zanger Barry White. Het nummer werd uitgebracht op zijn gelijknamige album uit 1976. Op 30 november 1975 werd het nummer uitgebracht als de eerste single van het album.

## Achtergrond
"Let the Music Play" is geschreven en geproduceerd door White. Het nummer begint met een gesproken intro van anderhalve minuut, wat kenmerkend is voor de nummers van White. Op de binnenflap van een verzamelalbum legde White uit over het nummer: "Lady Music is de vrouw die ik probeer te plezieren."
"Let the Music Play" is een van de bekendste nummers van White, maar in de hitlijsten behaalde het weinig successen. In de Amerikaanse Billboard Hot 100 kwam het niet verder dan plaats 32, maar in de Hot Soul Singles-lijst kwam het tot de vierde plaats. In Canada en Australië bleef de single echter steken op respectievelijk de plaatsen 58 en 87. In het Verenigd Koninkrijk behaalde het daarentegen de negende plaats. In Nederland kwam het respectievelijk tot plaats 27 en 23 in de Top 40 en de Nationale Hitparade, terwijl in Vlaanderen plaats 23 werd behaald in de voorloper van de Ultratop 50.

## Hitnoteringen

### Nederlandse Top 40
| Hitnotering: 24-01-1976 t/m 07-02-1976 | Hitnotering: 24-01-1976 t/m 07-02-1976 | Hitnotering: 24-01-1976 t/m 07-02-1976 | Hitnotering: 24-01-1976 t/m 07-02-1976 | Hitnotering: 24-01-1976 t/m 07-02-1976 |
| Week                                   | 1                                      | 2                                      | 3                                      |                                        |
| -------------------------------------- | -------------------------------------- | -------------------------------------- | -------------------------------------- | -------------------------------------- |
| Positie                                | 28                                     | 27                                     | 35                                     | uit                                    |

### Nationale Hitparade
| Hitnotering: 17-01-1976 t/m 24-01-1976 | Hitnotering: 17-01-1976 t/m 24-01-1976 | Hitnotering: 17-01-1976 t/m 24-01-1976 | Hitnotering: 17-01-1976 t/m 24-01-1976 |
| Week                                   | 1                                      | 2                                      |                                        |
| -------------------------------------- | -------------------------------------- | -------------------------------------- | -------------------------------------- |
| Positie                                | 23                                     | 23                                     | uit                                    |

### NPO Radio 2 Top 2000
| Nummer met noteringen in de NPO Radio 2 Top 2000 | '03  | '04 | '05 | '06  | '07 | '08  | '09  | '10  | '11  | '12  | '13  | '14  | '15  | '16  | '17  |
| ------------------------------------------------ | ---- | --- | --- | ---- | --- | ---- | ---- | ---- | ---- | ---- | ---- | ---- | ---- | ---- | ---- |
| Let the Music Play                               | 1235 | 865 | 905 | 1290 | 926 | 1106 | 1433 | 1370 | 1408 | 1302 | 1641 | 1482 | 1439 | 1668 | 1485 |

1. ↑  Een vetgedrukt getal geeft de hoogste notering aan.
2. ↑  2003 was het eerste jaar met een notering voor dit nummer.
3. ↑  Deze tabel is bijgewerkt tot en met de laatste editie (2024).